# Deutsche Journalistenschule
 (août 2022).
Si vous disposez d'ouvrages ou d'articles de référence ou si vous connaissez des sites web de qualité traitant du thème abordé ici, merci de compléter l'article en donnant les références utiles à sa vérifiabilité et en les liant à la section « Notes et références ».

La Deutsche Journalistenschule (DJS) (ou École allemande de journalisme) est une école de journalisme indépendante à Munich. Elle est l'une des écoles de journalisme les plus prestigieuses en Allemagne.
Elle forme de jeunes journalistes à être rédacteur. L'école ne verse pas d'indemnités de formation et ne nécessite aucuns frais. Les contributeurs sont 54 organismes parmi lesquels l'Association des journalistes allemands, l'Union des journalistes allemands (Deutsche Journalistinnen- und Journalisten-Union (DJU)), l'Association des éditeurs de journaux de Bavière (Verband Bayerischer Zeitungsverleger), l'Autorité de régulation des bavaroise pour les nouveaux médias (Bayerische Landeszentrale für neue Medien), plusieurs autres éditeurs et chaînes de téléviseurs ainsi que des partis politiques. L'école reçoit également des fonds de l'Office de presse et d'information du Gouvernement fédéral, la Bavière et la ville de Munich.
L'école collabore avec l'Université Louis-et-Maximilien de Munich.

## Histoire
La DJS ouvre le 17 septembre 1959 dans le cadre d'une association. Elle est la première école de journalisme de l'État fédéral sur les bases du Werner-Friedmann-Institut. Cet institut est créé le 29 avril 1949 par Werner Friedmann (de), le rédacteur en chef du Abendzeitung et Süddeutsche Zeitung. Il s'inspire de l'école de journalisme de l'Université Columbia après un voyage de six semaines aux États-Unis. L'institut ne donne pas de cours proprement dit mais accompagne les jeunes journalistes en salle de rédaction.
Directeur de l'Institut, Rolf Meyer est le premier de la DJS. Les quinze premiers élèves sortent le 3 novembre 1961. Jürgen Frohner est le directeur de 1971 à 1994 laissant sa place à la première femme directrice de ce genre d'école, Mercedes Riederer. La direction revient en 2002 à Ulrich Brenner (de). Depuis 2011, l'école est dirigée par Jörg Sadrozinski.

## Formation
45 élèves intègrent l'école chaque année. 2000 candidats déposent un dossier de sélection puis 150 passent des examens sur deux jours. Il existe deux formations : soit un programme complet de 16 mois ou quatre semestres en complément d'un diplôme universitaire (souvent un Master).
La première formation initie aux médias (presse, radio, télévision, Internet) et compte deux stages de trois mois, le premier dans un journal ou son site Internet, le second dans des magazines, à la radio ou à la télévision. La seconde reprend ses bases en collaboration avec l'Université de Munich.

## Diplômés
- Götz Aly, journaliste et professeur
- Jon Christoph Berndt, entrepreneur, TV-présentateur, auteur et Hochschuldozent
- Maxim Biller, écrivain
- Claus-Erich Boetzkes, présentateur Tagesschau
- Ralph Bollmann, auteur, journaliste, taz - die tageszeitung
- Ulrich Brenner, ancien directeur de la DJS
- Leo Busch, présentatrice, n-tv
- Rainer Esser, secrétaire, Die Zeit
- Heike Faller, journaliste et auteur
- Norbert Frei, historien
- Dirk von Gehlen, journaliste
- Richard Gutjahr, présentateur et blogueur
- Axel Hacke, auteur, SZ-Magazin
- Michael Herl, auteur et présentateur
- Wolfgang Herles, directeur de rédaction d'aspekte, ZDF
- Volker Herres, directeur des programmes Das Erste
- Günther Jauch, présentateur, ARD
- Kurt Kister, rédacteur en chef, Süddeutsche Zeitung
- Peter Kleim, directeur de studio RTL Hauptstadtstudio Berlin
- Tina Klopp, rédactrice du Zeit online et auteur
- Timm Klotzek, rédacteur en chef, SZ-Magazin
- Wolfgang Koydl, correspondant à Londres, Süddeutsche Zeitung
- Ludger Kühnhardt
- Walther von La Roche, Bayerischer Rundfunk
- Stephan Lebert, reporter (Die Zeit) et auteur
- Sandra Maischberger, présentatrice, ARD
- Matthias Matussek, ancien directeur de rédaction SPIEGEL
- Till Nassif, présentateur radio et TV (Planet Wissen, Cosmo TV)
- Stefan Niggemeier, Frankfurter Allgemeine Zeitung
- Jan-Eric Peters, rédacteur en chef, Die Welt, Welt Kompakt, Berliner Morgenpost
- Andreas Petzold, rédacteur en chef du Stern
- Ulf Poschardt, ancien rédacteur en chef de l'édition allemand du Vanity Fair
- Christian Rickens, journaliste économique et écrivain
- Mercedes Riederer, rédactrice en chef, Bayerischer Rundfunk
- Helmut Stegmann, ancien rédacteur en chef, tz
- Uta Thofern-Dieste, rédactrice en chef, Deutsche Welle Radio
- Martin Tzschaschel, ancien rédacteur en chef, P.M. Magazin
- Anne Urbauer, rédactrice en chef Country et Mini International Magazin
- Jan Weiler, auteur
- Birgit Wentzien, directrice, SWR
- Christine Westermann, présentatrice radio et TV (Die Drehscheibe, Zimmer frei!)
- Ulrich Wilhelm, Intendant, Bayerischer Rundfunk
- Wolfgang Zdral, Wirtschaftswoche

## Source, notes et références
1. ↑  (de) https://medianauten.net/die-3-wichtigsten-journalistenschulen-in-deutschland

- (de) Cet article est partiellement ou en totalité issu de l’article de Wikipédia en allemand intitulé « Deutsche Journalistenschule » (voir la liste des auteurs).